# Anna Mucha
Anna Mucha, née le 26 avril 1980 à Varsovie, est une actrice polonaise.

## Biographie
Diplômée du lycée Stefan Batory de Varsovie, Anna Mucha étudie à l'Institut des sciences sociales appliquées de l'Université de Varsovie. De septembre 2007 à juillet 2008, elle suit des cours de théâtre à Lee Strasberg Theatre and Film Institute à New York.
Sur le grand écran, elle fait ses débuts à l'âge de dix ans, dans Korczak d'Andrzej Wajda , où elle joue Sabina, une élève de Korczak. Elle tient son premier rôle principal (Karolina Szymańska) dans le film Przeklęta Ameryka de Krzysztof Tchórzewski en 1991. Le tournant de sa carrière arrive avec le rôle de Danka Dresner dans La Liste de Schindler de Steven Spielberg. Puis elle apparait dans plusieurs films et les séries télévisées polonais, y compris Panna Nikt (1996), Młode wilki 1/2 (1998), Chłopaki nie płaczą (1999). Depuis 2003, elle apparaît régulièrement dans la série télévisée M jak miłość en tant que Madzia (Magda Marszałek).
Du 11 au 16 septembre 2006, avec Maciej Orłoś (pl) elle présente la sélection du 31e Festival du film polonais de Gdynia, mais sa tenue et ses commentaires sont désapprouvés par la direction de l’événement ce qui aboutit à la décision de la remplacer par Tamara Arciuch (pl),.
En 2008, elle participe au programme Jak qu'ils chantent, prenant la cinquième place. En 2009, sa photo se retrouve dans le numéro d'octobre de Playboy Polska. La même année, elle remporte avec Rafał Maserak (pl) le premier prix de l'émission Taniec z gwiazdami diffusée sur TVN, équivalent de l'émission britannique Strictly Come Dancing.

## Filmographie
- 1990 : Korczak de Andrzej Wajda
- 1991 : Przeklęta Ameryka de Krzysztof Tchórzewski
- 1993 : La Liste de Schindler (Schindler's List) de Steven Spielberg
- 1996 : Matki, żony i kochanki
- 1996 : Panna Nikt
- 1997 : Młode Wilki 1/2
- 2000 : Chłopaki nie płaczą
- 2000 : M jak miłość : Magdalena Marszałek-Chodakowska
- 2011 : Prosto w serce